# Basilianus tanae
Basilianus tanae es una especie de coleóptero de la familia Passalidae.

## Distribución geográfica
Habita en Vietnam.